# Каштановогрудый сорокопутовый виреон
Каштановогрудый сорокопутовый виреон (лат. Vireolanius melitophrys) — вид птиц из семейства виреоновых. Выделяют три подвида.

## Распространение
Обитают в Мексике и Гватемале.

## Описание
Длина тела 16,5—18 см; масса 35 г. У самцов номинативного подвида лоб, корона и затылок голубовато-серого цвета. Остальное пространство верхней части тела оливково-зелёного цвета. Брови жёлтые.

## Биология
Питаются преимущественно членистоногими (в том числе муравьями, жуками, гусеницами, прямокрылыми). Описано несколько гнёзд, в том числе с яйцами.
МСОП присвоил виду охранный статус LC.